# Familia Gálvez de Macharaviaya
Familia Gálvez de Macharaviaya fue una familia procedente de Córdoba y asentada, en el siglo XV, en Macharaviaya (Málaga) que, en el siglo XVIII, dio a la Corona española cinco hombres de estado de gran importancia: cuatro hermanos y el hijo de uno de ellos, así como una escritora hija de uno de ellos.
Los padres de los hermanos fueron Antonio de Gálvez y García de Carvajal y Ana Gallardo y Cabrera. Dos de ellos (Matías y Antonio) y el hijo de Matías siguieron la carrera militar y los otros dos la de leyes, lo que no obsta para que, cuando hizo falta, éstos demostrasen una aptitud notable para la milicia. Todos ellos participaron en la política, que llevó a dos de ellos a ser ministros de Estado con Carlos III entre otros puestos de importancia, y otros dos virreyes de Nueva España.
- Matías de Gálvez y Gallardo
  - Bernardo de Gálvez y Madrid hijo de Matías
- José de Gálvez y Gallardo
- Miguel de Gálvez y Gallardo
- Antonio de Gálvez y Gallardo
  - María Rosa de Gálvez, hija de Antonio